# Samuel Hahnemann

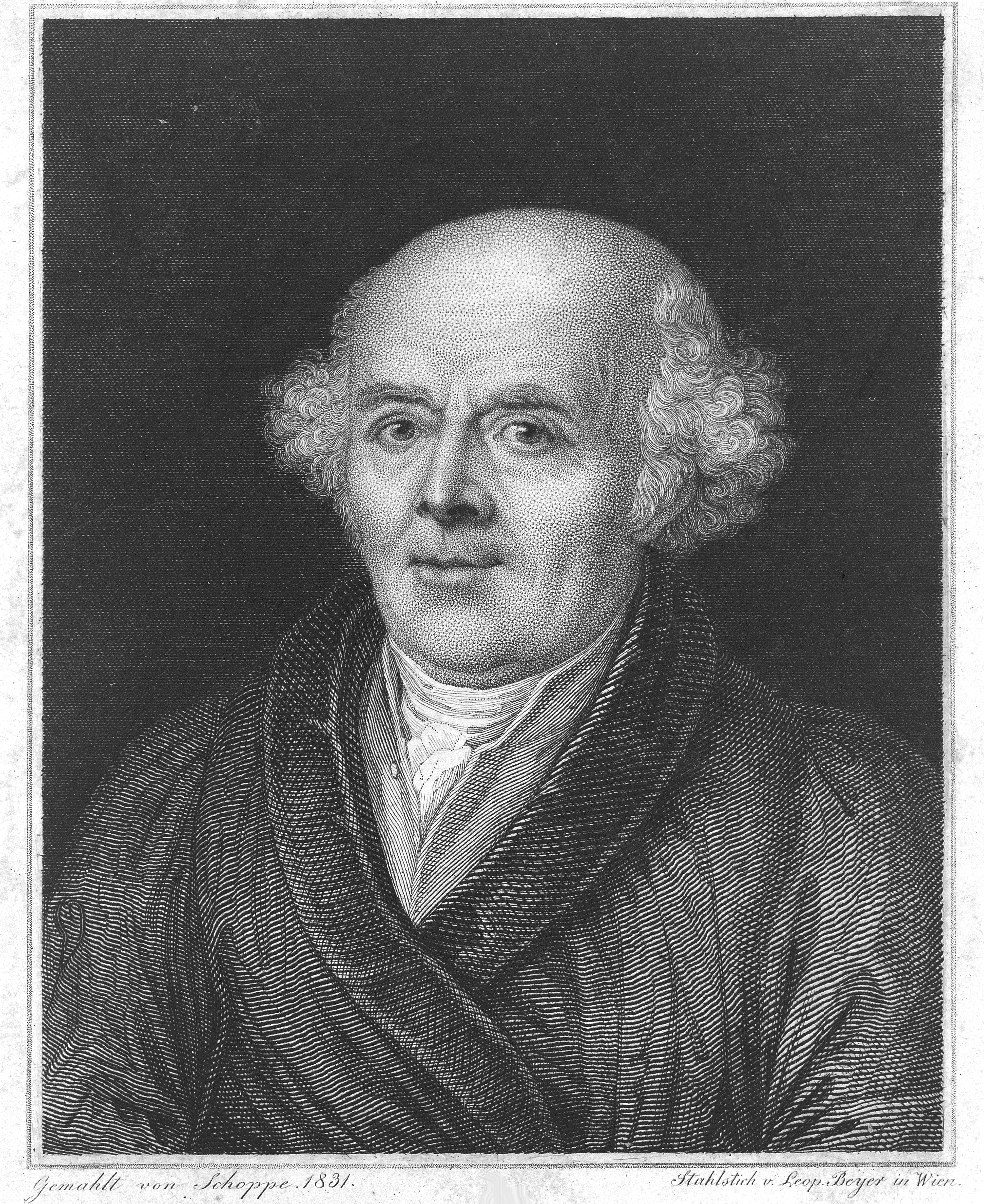
Samuel Hahnemann, 1831. Stahlstich nach einem Gemälde von Julius Schoppe

Christian Friedrich Samuel Hahnemann (* 10. April 1755 in Meißen; † 2. Juli 1843 in Paris) war ein deutscher Arzt, medizinischer Schriftsteller und Übersetzer. Er begründete um 1797 die Homöopathie.

## Leben

### Die Zeit vor der Entwicklung der Homöopathie
Hahnemann wurde als drittes Kind von Christian Gottfried Hahnemann und seiner zweiten Frau Johanna Christiane Spieß in der Meißner Triebischvorstadt geboren. Sein Vater war ein Porzellanmaler in der berühmten Meißener Porzellanmanufaktur.
Samuel Hahnemann besuchte die Meißener Stadtschule, wobei der verarmten Familie des begabten Schülers das Schulgeld erlassen wurde, und bekam danach ein Stipendium an der Fürstenschule St. Afra in Meißen, wo er ab 1770 zur Schule ging. Nach dem Schulabschluss begann er 1775 ein Medizinstudium in Leipzig. Seinen Lebensunterhalt verdiente er in dieser Zeit mit Sprachunterricht und mit Übersetzungen physiologischer und medizinischer Werke ins Deutsche. 1777 wechselte Hahnemann für ein Dreivierteljahr an die Wiener Universität, wo er beim Medizinprofessor und ärztlichen Direktor des Spitals der Barmherzigen Brüder, Joseph Freiherr von Quarin, der auch Leibarzt von Maria Theresia war, Unterricht am Krankenbett und bei Visiten erhielt, bis ihm das Geld ausging.
Im Oktober 1777 bot ihm, empfohlen durch Quarin, Freiherr Samuel von Brukenthal, eben von Kaiserin Maria Theresia zu ihrem Statthalter in Siebenbürgen ernannt, eine Stelle als Bibliothekar, Hauslehrer und Leibarzt an. Hahnemann begleitete ihn nach Hermannstadt und blieb dort knapp zwei Jahre lang. Er hat dort offenbar zahlreiche Fälle von Wechselfieber (Malaria) gesehen; es gibt auch Hinweise darauf, dass er selbst daran erkrankte (was für seinen 1790 unternommenen Chinarinden-Selbstversuch von Bedeutung war). 1777 wurde er in die Freimaurerloge Zu den drei Seeblättern Hermannstadt aufgenommen. Hahnemann sortierte und erfasste auch die umfangreiche Münzsammlung Samuel von Brukenthals. Zudem verdingte er sich erneut als Hauslehrer, um den Lebensunterhalt sicherzustellen. Da es in Hermannstadt keine Universität gab, schloss Hahnemann im August 1779 sein Medizinstudium an der Friedrich-Alexander-Universität Erlangen mit der Promotion ab.
In den Folgejahren praktizierte er als Arzt, Chemiker, Übersetzer und Schriftsteller in vielen nord- und mitteldeutschen Städten – mit wechselndem Erfolg. Zeitweise gab er seine ärztliche Praxis völlig auf, „weil sie mir mehr Aufwand gekostet, als Einnahme gebracht, und gewöhnlich mich mit Undank belohnt hat“ (Brief vom 29. August 1791, zit. nach Jütte, S. 48), und widmete sich ganz chemischen Versuchen, Übersetzungen und Publikationen. Zu anderen Zeiten wiederum hatte er so viele Patienten, dass er kaum mit der Versorgung nachkam: „Fast hätte ich nicht schreiben können, weil ich in den wenigen Wochen, die ich in Eilenburg wohne, schon so mit Kunden gesegnet bin, dass ich oft nicht essen kann“ (Brief vom 18. September 1801, zit. nach Jütte, S. 74). Seine psychotherapeutischen, chemischen und schriftstellerischen Aktivitäten brachten ebenfalls recht wechselhafte Resultate, wie unten deutlich wird.
Die Gründe für Hahnemanns unstetes Umherziehen dürften vielfältig sein. Anthony Campbell fasst sie so zusammen: „… wurde weitergetrieben durch seinen ruhelosen Geist und die Notwendigkeit, einen Lebensunterhalt zu erwirtschaften“. Es war für einen unbemittelten, freischaffenden Geistesarbeiter wie Hahnemann nicht leicht, sich und bald auch seine schnell wachsende Familie zu ernähren; andererseits gehörte ein ausgeprägter Ehrgeiz, welcher ihn zu diversen Experimenten trieb, zu Hahnemanns Charaktereigenschaften, wie schon Zeitgenossen bemerkten. Schließlich gab es oftmals Streit, besonders häufig mit Apothekern, wegen Hahnemanns „interdisziplinärer“ Tätigkeit als Chemiker bzw. Pharmazeut und Arzt (der Leipziger Dispensierstreit, s. u., ist nur eines von vielen Beispielen).
Ein Beispiel für die ökonomischen Probleme und den Ehrgeiz des Schriftstellers, Übersetzers und Chemikers, die häufige Ortswechsel begünstigten:

„Es ist unmöglich, noch einen Winter hieraußen auf dem Dorfe zu leben. Ich kann nicht hier mit der Literatur fortleben; auch zu chemischen Arbeiten habe ich keinen rechten Gelaß; alles muß ich durch Boten aus der Stadt kommen lassen, alles, das trockene Brod ausgenommen. Nun hätte ich mir längst eine Wohnung in Leipzig genommen, wenn ich gern daselbst wohnen wollte. Die Teuerung, ungesunde Luft, schwerer Mietzins vertrieben mich mit meinen Kindern hieraus …“

Zunächst ließ sich Hahnemann in Hettstedt, dann in Dessau nieder, wo er 1782 die Apothekerstochter Johanna Leopoldine Henriette Küchler (1764–1830) heiratete; die beiden hatten zusammen insgesamt elf Kinder. Die nächste Station war Gommern bei Magdeburg, 1785 begann Hahnemann in Dresden zu praktizieren. Neben einer ganzen Reihe von Übersetzungen aus dem Englischen und Französischen (hauptsächlich medizinischer Fachbücher, aber auch eines umfangreichen belletristischen Werkes) begann er dort regelmäßig wissenschaftliche Beiträge zu veröffentlichen, so die Schrift „Über die Weinprobe auf Eisen und Blei“ (1788), die es ermöglichte, die Verfälschung von Wein mit giftigem Bleizucker nachzuweisen. Die hahnemannsche Weinprobe machte seinen Namen bekannt; sie wurde von der preußischen Regierung für die Weinhändler der Stadt Berlin vorgeschrieben. In Dresden fungierte Hahnemann zeitweise als Vertreter des Stadtphysicus und bekam so Einblick in die Gerichtsmedizin, was sich u. a. in einer Schrift über die Arsenikvergiftung niederschlug.

### Anfänge der Homöopathie und psychotherapeutische Experimente
1789 zog Hahnemann mit Frau und mittlerweile drei Kindern nach Lockwitz, später nach Leipzig und dann in den Leipziger Vorort Stötteritz. Dort übersetzte er 1790 die zweibändige Arzneimittellehre des Schotten William Cullen, eines damals sehr bekannten Mediziners, des Lehrers von John Brown, dem Begründer des populären Brownianismus. Diese Übersetzung enthält eine Fußnote, die als die erste Spur der Homöopathie betrachtet werden kann. Hahnemann kritisierte darin, dass Cullen die bekannte Wirkung der Chinarinde bei Malaria („Wechselfieber“) auf deren magenstärkende Eigenschaften zurückführte. Und er gab einen Bericht über einen von ihm vorgenommenen wiederholten Selbstversuch mit der Chinarinde, die nach seinen Angaben bei ihm „alle mir sonst beim Wechselfieber gewöhnlichen Symptomen“ hervorrief – „doch ohne eigentlichen Fieberschauder“. Er formulierte, zunächst sehr vorsichtig, die Vermutung, dass diese Fähigkeit, vergleichbare Symptome hervorzurufen, für die Heilwirkung der Chinarinde bei Malaria verantwortlich sein könnte.
Im Jahre 1791 wurde Hahnemann in die renommierte „Churfürstlich Mayntzische Academie nützlicher Wissenschaften“ zu Erfurt aufgenommen. Im Jahr 1793 wurde er zudem zum Mitglied der Gelehrtenakademie Leopoldina gewählt.
In Gotha, wohin Hahnemann 1792 umgezogen war, kündigte der mit ihm befreundete Verleger Rudolph Zacharias Becker die Gründung einer „Genesungs-Anstalt für etwa 4 irrsinnige Personen aus vermögenden Häusern“ in Georgenthal an, die ein „menschenfreundlicher Arzt“ (nämlich Hahnemann) leiten sollte. Es sollte auf Züchtigung, Fixierung und andere Disziplinierungsmaßnahmen verzichtet werden; die Therapie bestand im Wesentlichen offenbar in Gesprächen, möglicherweise auch bereits homöopathischen Medikamentengaben. Es gab jedoch nur einen Patienten, der das Honorar aufbringen konnte, den hannoverschen Autor und Beamten Friedrich Arnold Klockenbring, der offenbar an einer Art manisch-depressiver Gemütskrankheit litt. Im Frühjahr 1793 entließ Hahnemann Klockenbring als geheilt, musste danach allerdings seine Anstalt mangels weiterer Patienten schließen. In seinem Artikel „Striche zur Schilderung Klockenbrings während seines Trübsinns“, veröffentlicht in der „Deutschen Monatsschrift“ 1796, berichtet Hahnemann über seinen psychotherapeutischen Versuch.

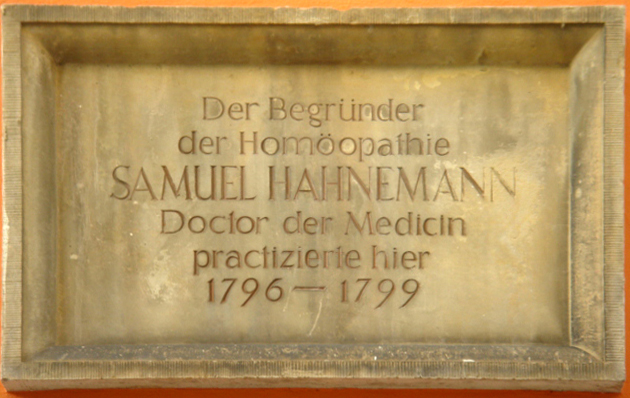
Gedenktafel für Hahnemann in Königslutter

Weitere Stationen Hahnemanns waren Molschleben, Göttingen, Pyrmont (1794), Wolfenbüttel, Braunschweig (1795–1796) und Königslutter (1796–1799). Er publizierte weiterhin eifrig, insbesondere chemische und pharmazeutische Übersetzungen und eigene Schriften, u. a. zur Herstellung eines löslichen Quecksilberoxids und zur Entdeckung eines Mittels gegen Milchschorf der Kinder (Kalkschwefelleber, noch heute als homöopathisches Mittel Hepar sulfuris calcareum gehandelt), aber auch ein zweiteiliges, viel gelesenes „Apothekerlexikon“. Während dieser Zeit hat Hahnemann weitere Experimente mit Arzneistoffen an sich und anderen vorgenommen. Sie gingen ein in den ersten Aufsatz über das Heilprinzip, das später das homöopathische heißen sollte. Dieser Aufsatz erschien 1796 in Hufelands „Journal der practischen Arzneykunde und Wundarzneykunst“ unter dem Titel „Versuch über ein neues Princip zur Auffindung der Heilkräfte der Arzneysubstanzen, nebst einigen Blicken auf die bisherigen“. Hier formulierte Hahnemann das Prinzip, „Ähnliches mit Ähnlichem“ zu heilen (similia similibus curentur), und versuchte es mit einer ganzen Reihe empirischer Beobachtungen abzustützen, u. a. mit weiteren Selbstversuchen, Vergiftungsberichten, Lesefrüchten und eigenen und fremden Heilungsgeschichten, die durch das Simileprinzip erklärt werden.
1799 zog Hahnemann mit seiner Familie, die inzwischen acht Kinder umfasste, nach Altona. Seine Versuche, die dortigen hohen Lebenshaltungskosten zu erwirtschaften, ließen sich nicht gut an: Die Kur des psychisch kranken Dichters Johann Karl Wezel, die er nach dem Muster der früheren Klockenbring-Behandlung übernahm, schlug fehl, da er mit dem aggressiven Patienten nicht zurechtkam, und seine im „Reichsanzeiger“ beworbene Schrift „Heilung und Verhütung des Scharlach-Fiebers“ nebst einem „Pülverchen“, das gegen Ansteckung mit Scharlach schützen sollte, erwies sich ebenfalls als erfolglos. Aufgrund seiner prekären ökonomischen Lage folgte 1800 ein weiterer Ortswechsel nach Mölln. In dieser Zeit bewarb und verkaufte er ein selbst hergestelltes „neues Laugensalz“, das sich aber bald als altbekanntes Borax erwies. Er gestand seinen Fehler ein und gab das eingenommene Geld zurück.

### Die Begründung der Homöopathie als heilkundliches System

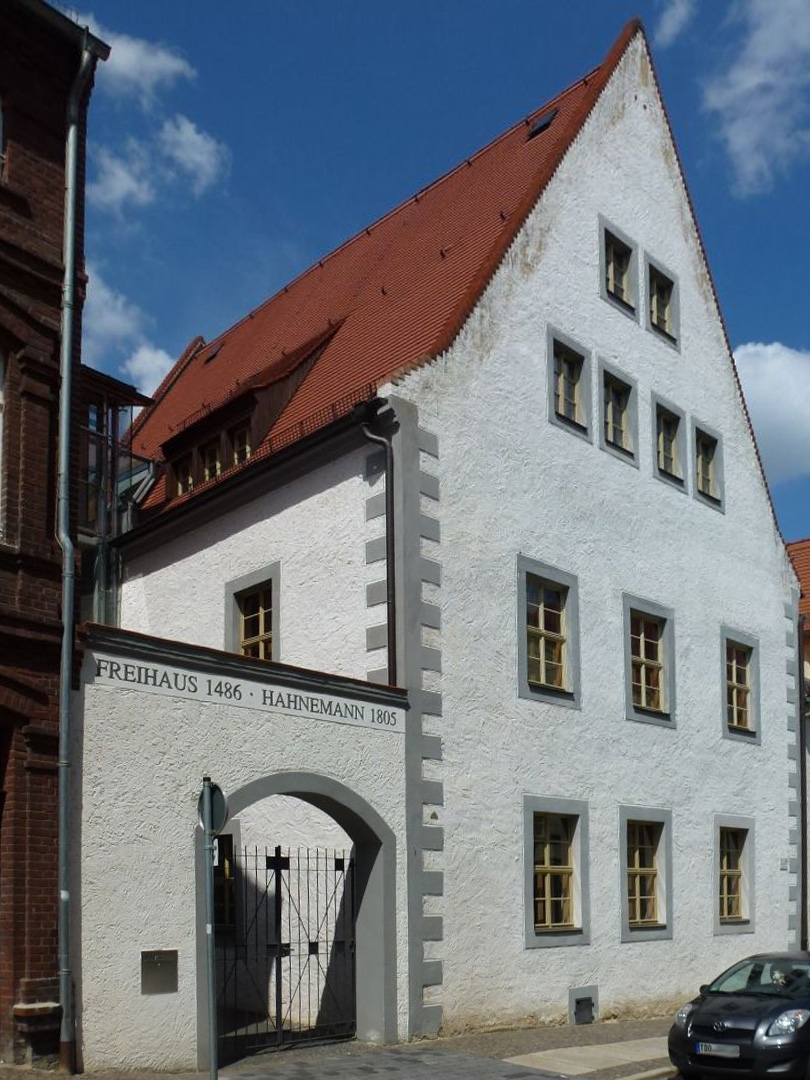
Hahnemann-Haus in Torgau

Hahnemann wechselte nun erneut den Ort, zunächst nach Machern, dann nach Eilenburg (1801–1803) und schließlich nach Schildau. In dieser Zeit sind ausweislich des Hahnemannschen Krankenjournals erstmals zweifelsfrei Behandlungen nach dem homöopathischen Ähnlichkeitsgesetz nachzuweisen. Hahnemann begann nun auch immer kleinere Dosen zu verwenden, was er in einem Aufsatz „Ueber die Kraft kleiner Gaben der Arzneien überhaupt und der Belladonna insbesondere“ in Hufelands „Journal der practischen Arzneykunde“ begründete. Nachdem er zu Silvester 1804 ein Freihaus in der Pfarrgasse gekauft hatte, ließ er sich im folgenden Jahr für einige Zeit in Torgau nieder. In diese Zeit fällt ein Aufsatz von Hahnemann, ebenfalls in Hufelands Zeitschrift, der erstmals den Begriff „homöopathisch“ einführt: „Fingerzeige auf den homöopathischen Gebrauch der Arzneien in der bisherigen Praxis“. Vor allem aber erschienen dort zwei Schriften, die deutlich machten, dass er seine Selbst- und wahrscheinlich auch Fremdversuchspraxis in den letzten Jahren konsequent fortgesetzt hatte: die lateinische Arzneimittellehre „Fragmenta de viribus medicamentorum positivis sive in sano corpore observatis“ (Fragmente zu den gesicherten Arzneikräften oder auch denjenigen, die am gesunden Körper beobachtet wurden) und das Buch „Heilkunde der Erfahrung“, die erste Gesamtdarstellung des neuen Heilprinzips. 1810 schließlich veröffentlichte Hahnemann die erste Auflage seines Grundlagenwerks zur Homöopathie, damals noch unter dem Titel „Organon der rationellen Heilkunde“ (spätere Auflagen tragen den Titel „Organon der Heilkunst“). Dieses Werk enthielt bereits alle Wesenszüge der Homöopathie, wurde aber in den kommenden Jahren noch erheblich überarbeitet und ergänzt. Es ist bis heute das theoretische Werk der Homöopathie geblieben.
Das „Organon“ wirkte, auch wegen der in ihm enthaltenen scharfen Polemik, sofort deutlich polarisierend. Hahnemann wurde nun als Haupt einer neuen Schule angesehen. 1811 folgte das erste große Werk, das sein Programm der Prüfung von Arzneimitteln an Gesunden umsetzte, nämlich der erste Band der „Reinen Arzneimittellehre“ (die es später auf sechs Bände bringen sollte) mit im Experiment an Gesunden (vor allem an sich selbst, seiner Familie und seinen Schülern) herausgefundenen „reinen Arzneiwirkungen“ sowie zahlreichen Literaturzitaten. Ein solches experimentell begründetes Werk kann als ein für die damalige Zeit einzigartiger Beitrag zur Pharmakologie gelten; nichts Vergleichbares war bis dahin versucht worden, wie Anthony Campbell schreibt.

### Die Leipziger Jahre 1811–1821

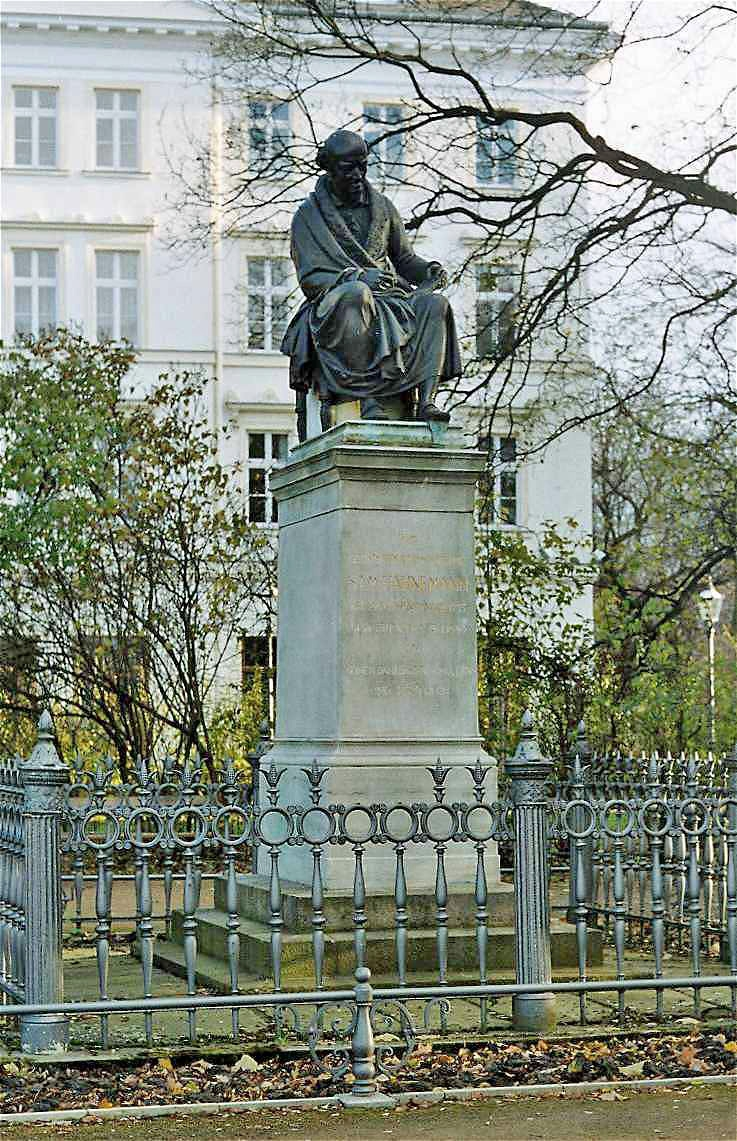
Hahnemanndenkmal von 1851 in Leipzig

1811 zog Hahnemann nach Leipzig um. Dort gelang es ihm 1812 mit einem weiteren wissenschaftlichen Werk („De Helleborismo veterum“, d. h. über den Gebrauch der Nieswurz bei den Alten = antiken Autoren), die Lehrbefugnis an der Universität zu erlangen (Habilitation). Hahnemann wurde nun tatsächlich zum Begründer einer heilkundlichen Richtung, sammelte Schüler um sich, vermochte sein Arzneiprüfungsprogramm mit neuen Kräften (insbesondere seinen Studenten und seinem ältesten Sohn) fortzusetzen und Vorlesungen über die Homöopathie zu halten – und wurde in ausgedehnte akademische Fehden verwickelt, da er unter den Medizinprofessoren auch erbitterte Gegner hatte. So gab es eine Auseinandersetzung mit Karl Heinrich Dzondi von der Universität Halle über die Frage, ob bei Verbrennungen möglichst kaltes oder eher warmes Wasser angewandt werden solle (als Exemplifikation des „Contraria“- gegen das Ähnlichkeitsprinzip). 1816 erschien der zweite Band seiner „Reinen Arzneimittellehre“, 1819 die zweite Auflage des „Organon der Heilkunst“, nun mit dem aufklärerischen Motto „aude sapere“ („Wage zu wissen“) von Horaz, das durch Kants Aufklärungsdefinition so bekannt geworden war. Hahnemann hielt auch Vorlesungen über die Geschichte der Medizin, die im Unterschied zu den Vorlesungen über Homöopathie unproblematisch verliefen.
In seiner Leipziger Zeit unterhielt Hahnemann auch eine ausgedehnte Praxis. Sein bekanntester Patient war, neben Friedrich Wieck, dem Vater von Clara Wieck (spätere Clara Schumann), Karl Philipp Fürst zu Schwarzenberg, österreichischer Generalfeldmarschall, der als Sieger von Leipzig sehr populär war (selbst Goethe kommentierte diese Entscheidung Schwarzenbergs interessiert). Der schwerkranke Fürst, der bereits alle möglichen anderen Ärzte in Anspruch genommen hatte, verstarb schließlich aber trotz aller Anstrengungen im Oktober 1820.
In diese Zeit fiel auch der „Leipziger Dispensierstreit“: Hahnemann, der über chemische und pharmazeutische Kenntnisse verfügte, bestand darauf, seine homöopathischen Arzneien selbst zubereiten zu dürfen, worauf ihn drei Leipziger Apotheker verklagten, da einzig die Apotheker das Privileg der Arzneiherstellung besaßen. Der Streit endete 1820 mit einem Kompromiss: Die Apotheker behielten ihr hergebrachtes Dispensierrecht, Hahnemann durfte jedoch in Notfällen, insbesondere auf dem Land, auch selbst Medikamente zubereiten. Ebenfalls in die Leipziger Zeit fällt Hahnemanns Annahme in die Freimaurerloge Minerva zu den drei Palmen im Jahr 1817.

### Die Köthener Zeit 1821–1835

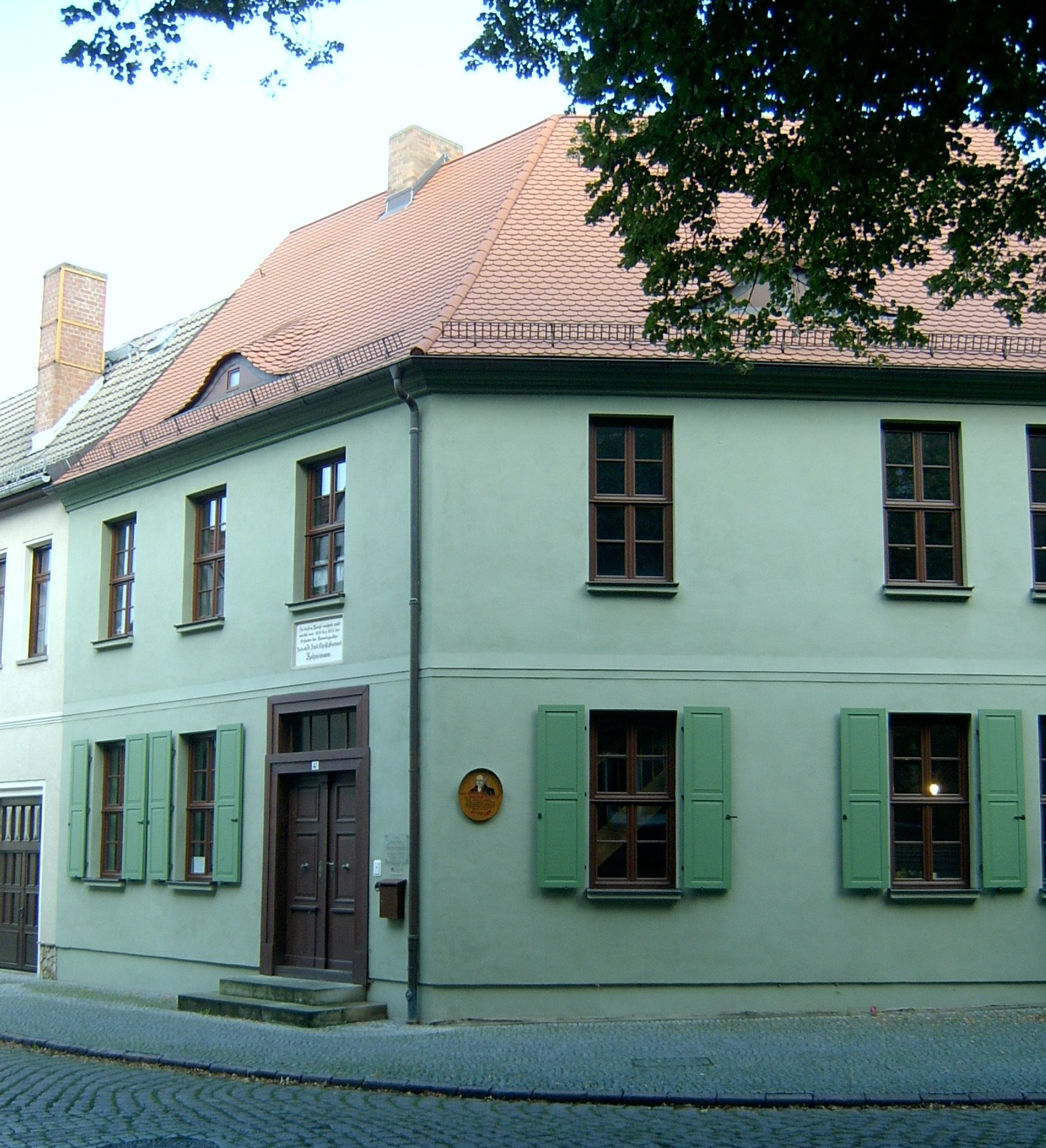
Wohnhaus in Köthen

Nach dieser Teilniederlage entschloss er sich zu einem weiteren Umzug und ging 1821 als Herzoglicher Leibarzt nach Köthen, wo ihm Herzog Friedrich Ferdinand von Anhalt-Köthen das Recht auf Verfertigung eigener Arzneien und Selbstdispensierung derselben nach Intervention des österreichischen Politikers Adam von Müller, eines einflussreichen Förderers der Homöopathie, schriftlich garantierte. 1822 wurde er zum Hofrat ernannt. 1829 beging er in Köthen feierlich das 50. Jubiläum seiner Erlanger Promotion.
In Köthen erschien 1828–1830 die erste Auflage der „Chronischen Krankheiten“, die einen erheblichen Wandel in der Doktrin der Homöopathie bedeuteten und auch bei Hahnemanns Anhängern nicht nur auf Begeisterung stießen. Während er an dem Ähnlichkeitsprinzip festhielt, stellte Hahnemann fest, dass bei gewissen chronischen Krankheiten eine einfache homöopathische Medikation nicht half. Er teilte sie in drei Typen ein: die Geschlechtskrankheiten Syphilis und „Sykosis“ („Feigwarzenkrankheit“) sowie die Mangelkrankheit „Psora“, unter die er eine Vielzahl unterschiedlicher Krankheitsmanifestationen rechnete und die er mit Hauterscheinungen vom Typ der Krätzebläschen in Verbindung brachte. Das Ähnlichkeitsprinzip sollte in diesen Fällen entsprechend nicht in erster Linie auf die gegenwärtigen Krankheitssymptome, sondern auf die „Ur-Übel“ angewandt werden, die das chronische Kranksein hervorgebracht hatten und in Form eines „Miasmas“, sozusagen einer dauerhaften Prägung, weiterhin das Leben der Patienten beeinträchtigten. Die von ihm in den nach und nach erscheinenden fünf Bänden der „Chronischen Krankheiten“ vorgestellten und an Gesunden experimentell geprüften Arzneien sollten auch imstande sein, das psorische Miasma zu bekämpfen. Ein weiterer, später noch schärfer formulierter Stein des Anstoßes war die neue Lehre von der Arzneipotenzierung: Hahnemann verkündete nun, dass die Methode der Verdünnung mit gleichzeitiger mechanischer Bearbeitung (Schütteln, Reiben) nicht nur nebenwirkungsärmere Arzneien hervorbringe, ja dass diese spezielle Methode ihre Heilkräfte erst wahrhaft aufschließe. Auch in dieser Lehre folgten ihm seine Schüler keineswegs bedingungslos.
Zugleich begann Hahnemann, der zuvor auf eine theoretische Begründung seines Ähnlichkeitsprinzips verzichtet und es als rein empirisches Gesetz bezeichnet hatte, sich der Lehre des Vitalismus anzunähern, was ihm unter anderem Beifall von Seiten des berühmten Hufeland einbrachte. In der vierten (1829) und vor allem der fünften Auflage des Organon (1833) räumte er einer immateriellen Lebenskraft des Organismus, die in den ersten Organon-Ausgaben keine Rolle gespielt hatte, einen prominenten Platz bei der Argumentation für das Ähnlichkeitsprinzip ein, freilich in Form einer Hypothese:

„Da dieses Naturheilgesetz (das Ähnlichkeitsprinzip) sich in allen reinen Versuchen und allen ächten Erfahrungen der Welt beurkundet, die Thatsache also besteht, so kommt auf die scientifische Erklärung, wie dieß zugehe, wenig an und ich setze wenig Werth darauf, dergleichen zu versuchen. Doch bewährt sich folgende Ansicht als die wahrscheinlichste, da sie sich auf lauter Erfahrungs-Prämissen gründet“

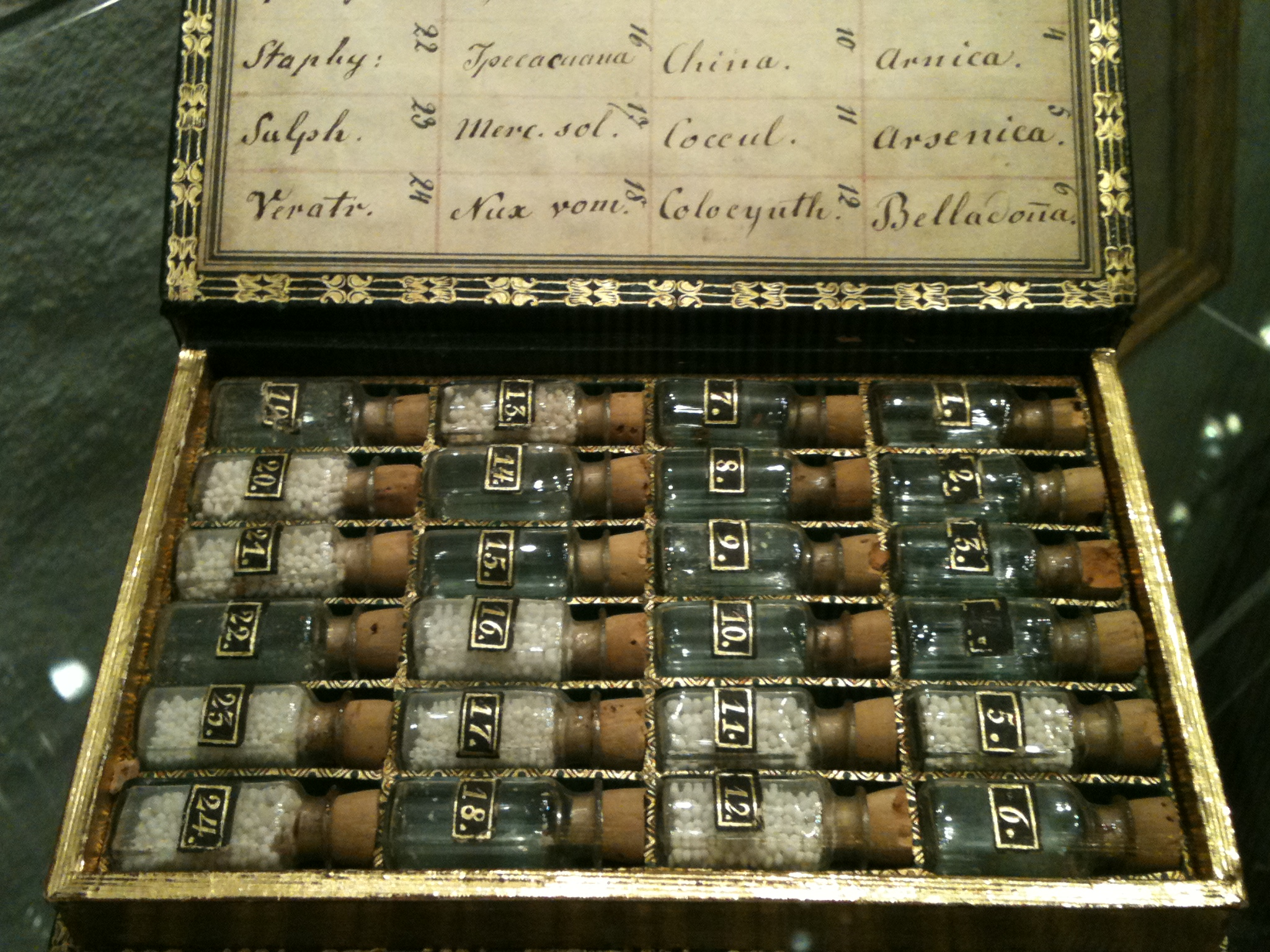
Homöopathische Taschenapotheke, die Hahnemann in seinen letzten Lebensjahren in Paris benutzte (Deutsches Apothekenmuseum, Heidelberg)

Am 31. März 1830 starb Hahnemanns erste Frau in Köthen nach 48-jähriger Ehe; vier seiner Töchter unterstützten ihn nun in seiner ausgedehnten Praxis. Eine große Rolle für die weitere Durchsetzung der Homöopathie spielten seine Stellungnahmen zu den großen Choleraepidemien der Jahre 1830 und 1831. Hahnemann hat zwar selbst nie einen Cholerakranken zu Gesicht bekommen, veröffentlichte aber in Köthen vier einflussreiche Texte zum Wesen der Cholera und zur Cholerabehandlung, die insbesondere in Wien auf großes Interesse stießen und – verglichen mit der damals herrschenden Medizin – mit recht gutem Erfolg angewendet wurden. Bemerkenswert ist insbesondere, dass Hahnemann die Cholera zu Recht für eine von „feinsten Thieren niederer Ordnung“ übertragene Infektionskrankheit hielt und dafür zumindest in der Anfangsphase eine Art antiseptische Therapie in Form einer Kampfer-Anwendung empfahl; zum relativen Erfolg der Homöopathie bei Cholera dürfte beigetragen haben, dass Hahnemann allen schwächenden Maßnahmen strikt widersprach und vor allem das von anderen Ärzten empfohlene Trinkverbot für widersinnig erklärte.
In die 1830er-Jahre fielen auch erbitterte Kämpfe um die Reinheit der neuen Lehre, die besonders in den Auseinandersetzungen um das erste homöopathische Krankenhaus in Leipzig, das 1833 begründet wurde, Gestalt annahmen. Hahnemann nahm in schärfster Form Stellung gegen jeden Versuch, die Homöopathie mit herkömmlichen, insbesondere schwächenden Mitteln wie Aderlass oder Abführmittel zu verbinden. Dies richtete sich speziell gegen den Leiter dieses Krankenhauses, Moritz Müller, der ein eklektisches Vorgehen bevorzugte. Die Konflikte mit den „Halbhomöopathen“ rissen danach nicht mehr ab.
Ende 1834 suchte die 34-jährige französische Malerin Mélanie d’Hervilly Hahnemann in Köthen als Patientin auf. Es kam zu einer stürmischen Liebesgeschichte mit dem mittlerweile neunundsiebzigjährigen Arzt, die zu Hahnemanns zweiter Ehe führte. Die Hochzeit, die ohne kirchlichen Segen am 18. Januar 1835 in seinem Haus in der Köthener Wallstraße stattfand, erregte gewaltiges Aufsehen. Zusammen mit seiner 45 Jahre jüngeren Gattin zog er bald darauf nach Paris um.

### Die letzten Jahre in Paris 1835–1843

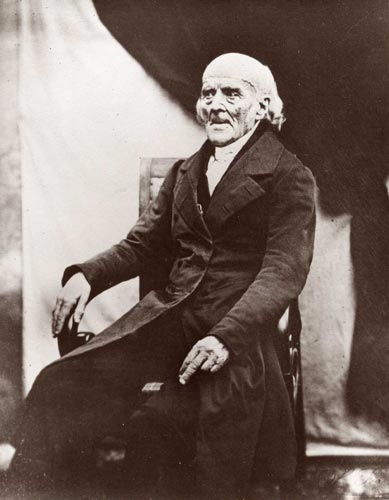
Samuel Hahnemann. Paris, 30. September 1841. Daguerreotypie

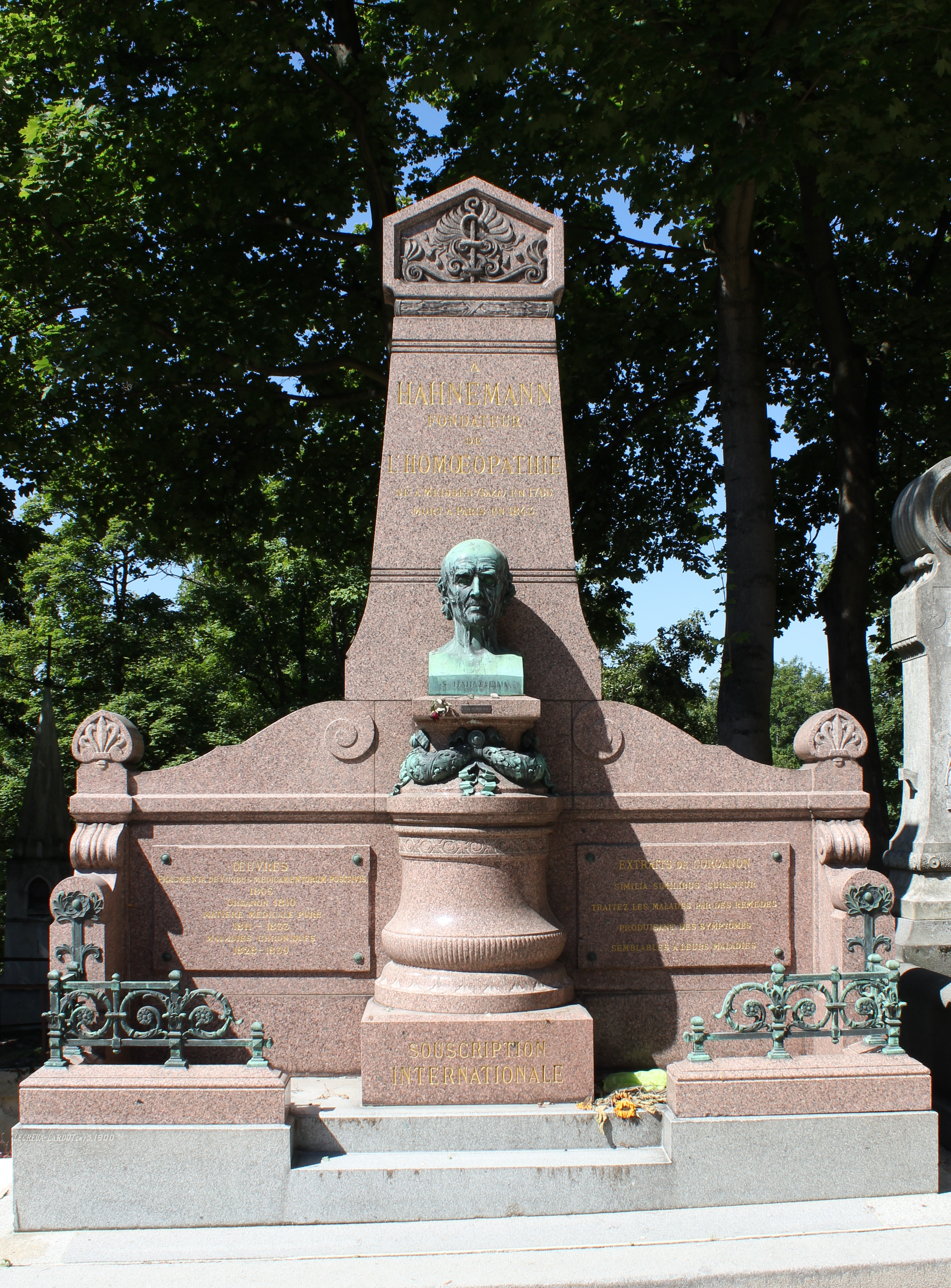
Hahnemanns Grab in Paris

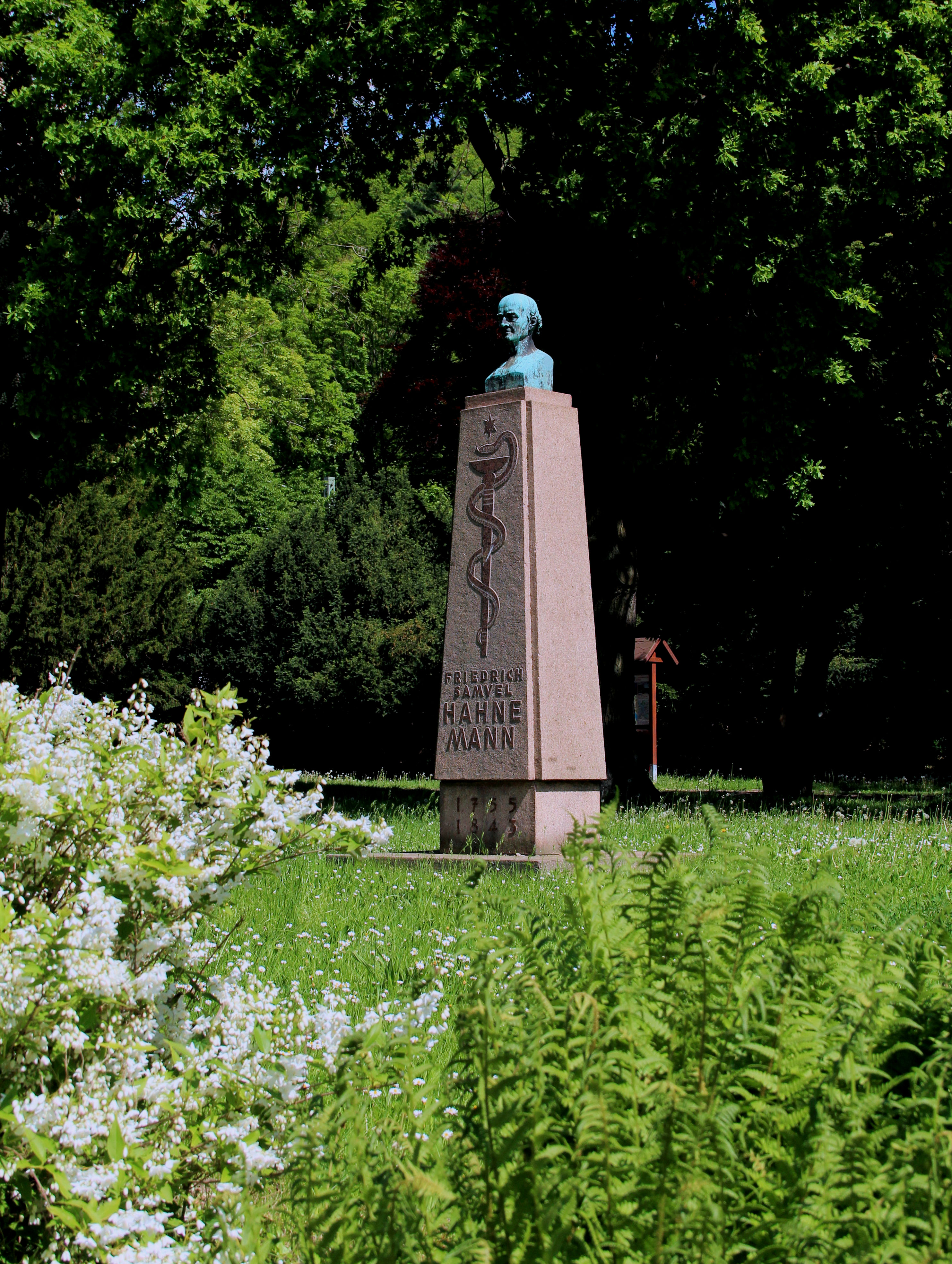
Samuel Hahnemann-Denkmal in Meißen auf der die Nikolaikirche umgebenden Grünfläche

In Paris verbrachte Hahnemann seine letzten acht Jahre als angesehener und vielbeschäftigter Arzt. Ein prominenter Patient war bereits 1837 der Geiger Niccolò Paganini, der offenbar unter Dauererektion, Harnverhaltung und Husten litt. Er brach die Behandlung ab, nachdem sein Annäherungsversuch an Mélanie Hahnemann von dieser brüsk zurückgewiesen worden war. Ende 1838 behandelte er die Tochter des in der Pariser Gesellschaft sehr bekannten Literaten Ernest Legouvé, die, von den Ärzten aufgegeben, im Sterben lag. Der Maler Amaury Duval wurde an das Krankenbett gerufen, um sie noch zu porträtieren, und riet, Hahnemann zu rufen. Diesem gelang es, sie zu heilen. Daraufhin breitete sich der Ruf Hahnemanns in der Pariser Gesellschaft rasch aus und führte ihm weitere prominente Patienten zu, etwa den Schriftsteller Eugène Sue oder die Mutter von Victor Schœlcher. 

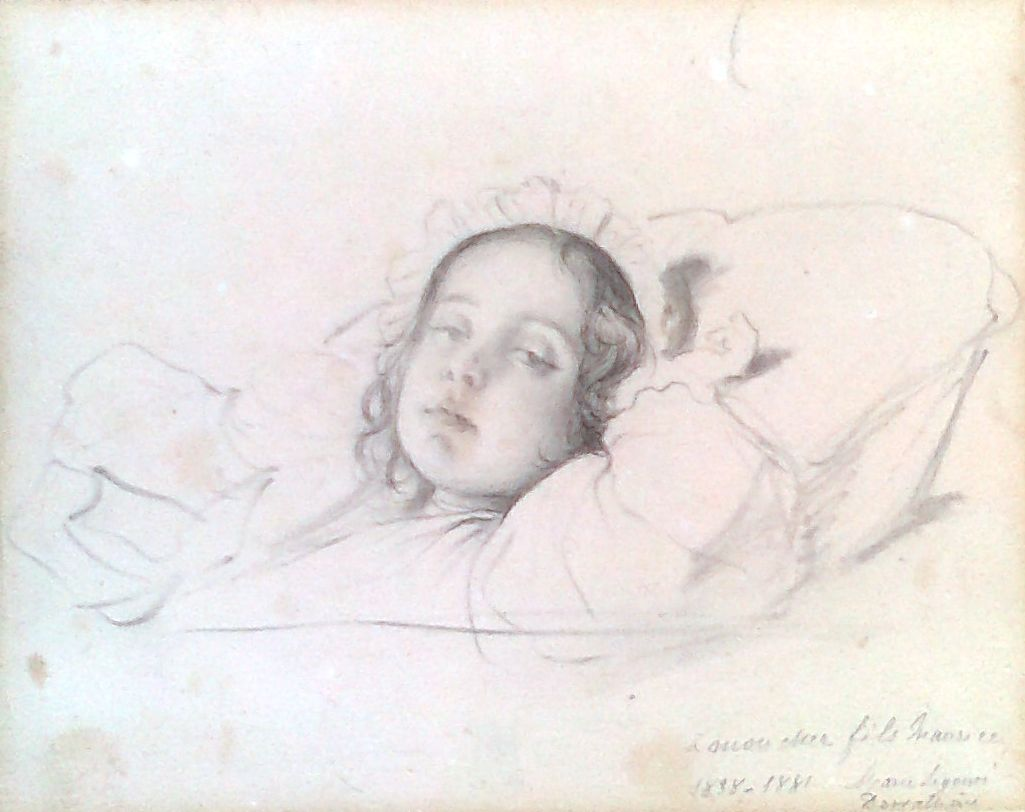
Marie Legouvé auf dem Krankenbett, 1838. Zeichnung nach Amaury Duval von Marie Desvallières, geb. Legouvé, ihrem Sohn Maurice gewidmet, 1881

In den letzten Jahren arbeitete Hahnemann an einer 6. Auflage seines Organon, die neue Vorschriften zur Arzneibereitung („Potenzierung“) enthielt, insbesondere zu den später so genannten Q-Potenzen mit besonders großen Verdünnungsschritten von 1:50.000, über die es fast ein Jahrhundert lang eine virulente Gerüchteküche gab. Sie wurde, hauptsächlich aufgrund von Querelen zwischen Mélanie Hahnemann und verschiedenen Hahnemann-Schülern, erst 1921 von Richard Haehl aus dem Nachlass veröffentlicht. Eine nach Hahnemanns Tod von Arthur Lutze veröffentlichte Version gilt als nicht authentisch.
Hahnemann starb am 2. Juli 1843 in Paris, vermutlich an einer Lungenentzündung. Seine zweite Frau sorgte für die Beisetzung auf dem Friedhof Montmartre, 1898 wurde er aber umgebettet und neben ihr auf dem Friedhof Père-Lachaise begraben. Hahnemanns Grabstein trägt auf seinen persönlichen Wunsch die Inschrift „Non inutilis vixi“ (dt.: „Ich habe nicht unnütz gelebt“). Mélanie Hahnemann, die ein amerikanisches Diplom erlangt hatte, bezeichnete sich nach dem Tod ihres Mannes selbst als „Doktorin der Homöopathie“ und wurde deshalb 1847 beschuldigt, die Heilkunst ohne Zulassung auszuüben. Es kam zu einem Prozess, nach welchem die erste Homöopathin nur noch heimlich praktizierte.

## Ehrungen

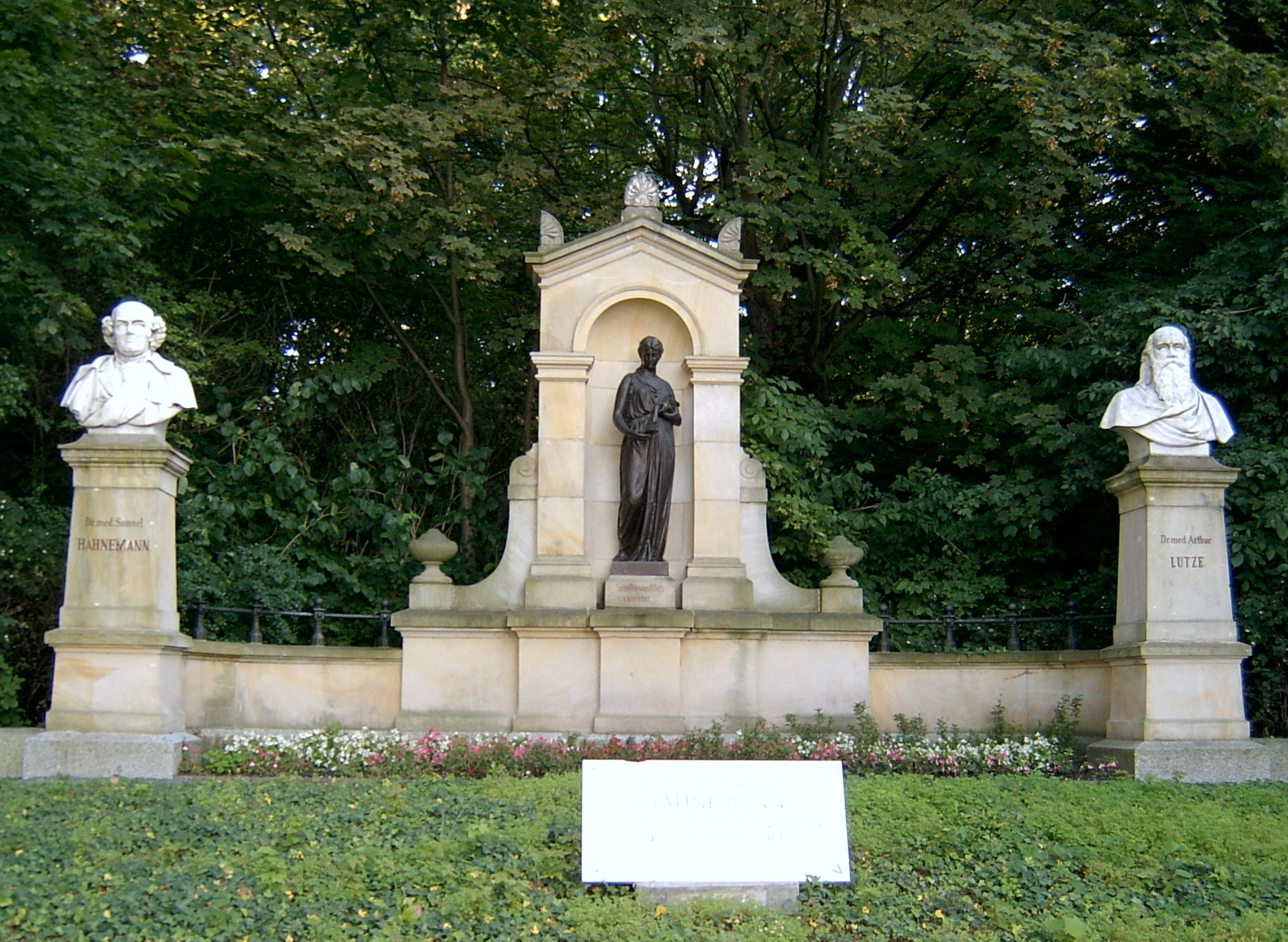
Hahnemann-Lutze-Denkmal von 1897 in Köthen

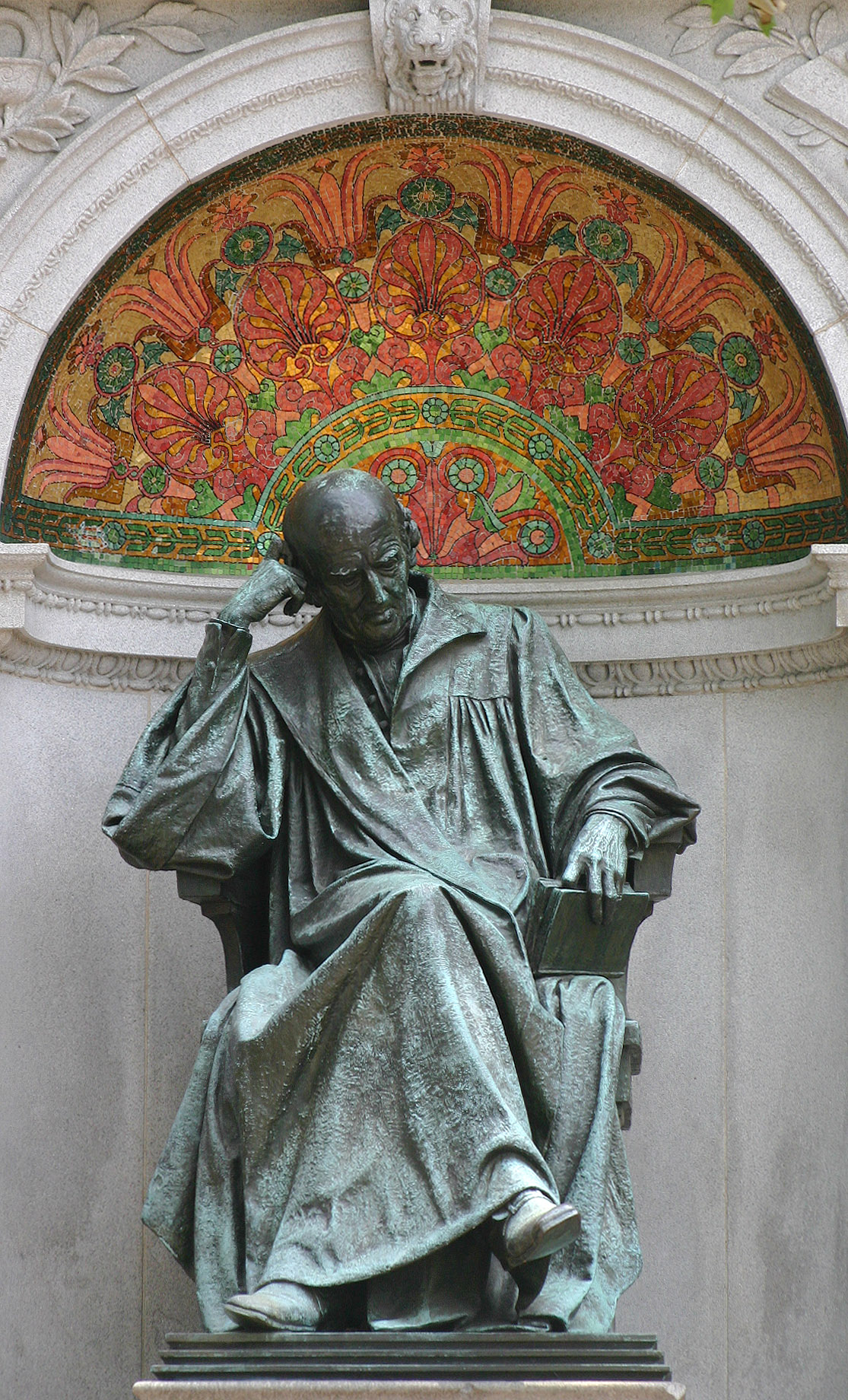
Hahnemann Memorial von 1900 in Washington, D.C.

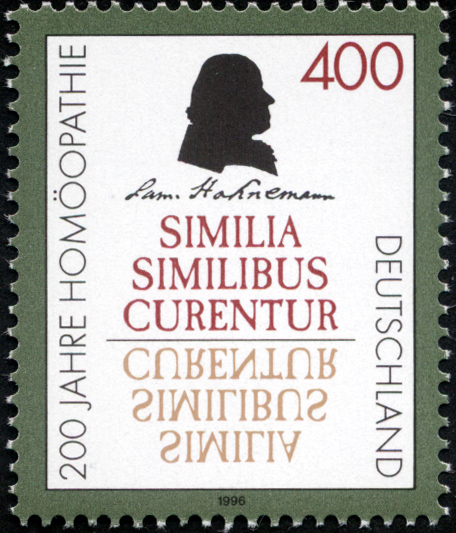
Briefmarke (1996) 200 Jahre Homöopathie

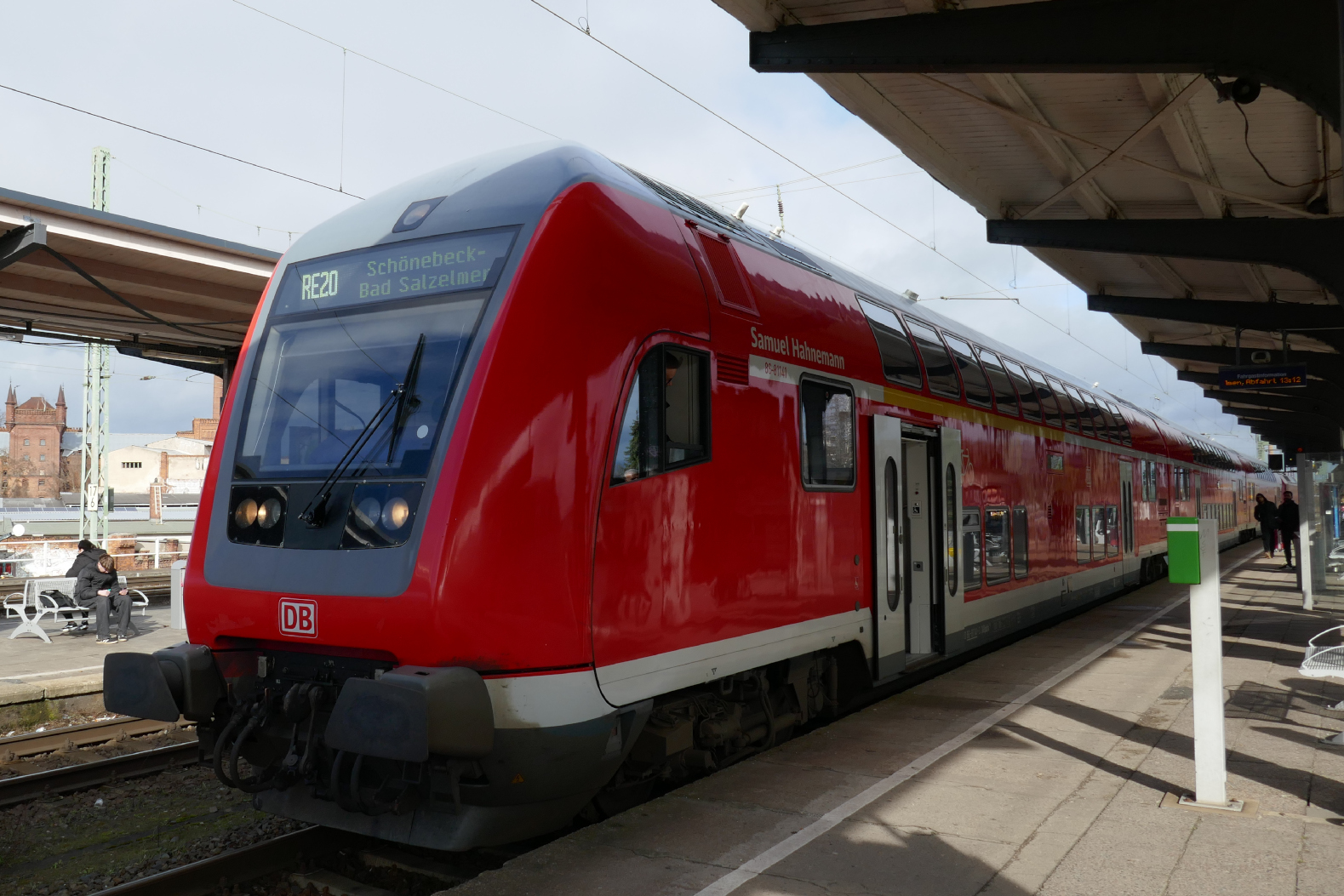
Zug der Deutschen Bahn, benannt nach Samuel Hahnemann

Am 10. August 1851 wurde im Rahmen einer Tagung des Homöopathischen Central-Vereins ein
Denkmal für Hahnemann in Leipzig enthüllt. Die Inschrift lautet:
„DEM // GRÜNDER DER HOMÖOPATHIE // SAM. HAHNEMANN // GEB. ZU MEISSEN D. 10. APRIL 1755 //
GEST. ZU PARIS D. 2. JULI 1843 // VON // SEINEN DANKBAREN SCHÜLERN // UND VEREHRERN“
Aufgrund seiner Verdienste wurde Hahnemann bereits am 10. April 1841 zum Ehrenbürger von Meißen ernannt. In seiner Geburtsstadt Meißen wurde am 11. April 1855 am ehemaligen Geburtshaus Hahnemanns Neumarkt 59 eine gusseiserne Gedenktafel angebracht. Die Inschrift lautet: „HIER WARD GEBOREN, // CHR. FR. SAMUEL // HAHNEMANN // DER BEGRÜNDER DER // HOMOEOPATHIE, // D. 10 APRIL 1755.“ Eine ebenfalls an der Hausfassade angebrachte Büste Hahnemanns aus Gips folgte 1861. Gedenktafel und Büste wurden 1898 an der Fassade des Nachfolgebaues angebracht und aufgestellt. Zur Förderung des naturwissenschaftlichen Unterrichts an der Meißner Stadtschule wurde auf Initiative eines Finanzprokurators aus Meißen am 11. April 1855 eine Hahnemann-Stiftung ins Leben gerufen. Am 16. April 1855 wurde für die Stiftung im „Meißner Tabeblatt“ geworben und um Spenden gebeten. Für den Bau eines Denkmals für Hahnemann wurden 1922 Spenden-Medaillen aus Meissener Porzellan von der Porzellanmanufaktur Meißen mit verschiedenen farblichen Dekoren hergestellt. Die Medaillen zeigen das Porträt von Hahnemann sowie die Domtürme von Meißen. Zudem trugen die Medaillen die Aufschrift „Baustein für das Hahnemann-Denkmal“. Zum Bau des Denkmals kam es durch die Inflation vorerst nicht. Zum 200. Geburtstag von Hahnemann im Jahre 1955 gab man eine weitere Gedenk-Plakette aus Meissener Porzellan heraus, außerdem wird erneut der Bau eines Denkmals durch den Stadtrat von Meißen geplant. In der Parkanlage hinter der Meißner Nikolaikirche steht seit 1957 ein von Emil Paul Börner entworfener Obelisk aus rotem Meißner Granit, der mit einer bronzenen Büste Hahnemanns bekrönt wird. Die Büste wurde noch zu Lebzeiten Hahnemanns von Franz Woltreck modelliert. Im Stadtzentrum von Meißen hatte man bereits am 11. April 1855 dem Hahnemannsplatz auf Anregung von Bürgern sowie vom damaligen „Centralverein homöopathischer Ärzte“ seinen Namen gegeben. Auch eine Apotheke wurde als Hahnemann-Apotheke nach ihm benannt.
Im Jahre 1900 wurde in Washington, D.C. ein Hahnemann-Denkmal errichtet und am 21. Juni feierlich eingeweiht. In den USA war damals die Homöopathie sehr weit verbreitet, und US-amerikanische Homöopathen hatten über 75.000 $ für das Monument gesammelt. Es trägt die Inschrift Similia similibus curentur, die kürzeste Zusammenfassung des homöopathischen Prinzips: Ähnliches soll mit Ähnlichem geheilt werden.
In Hahnemanns längstem Wirkungsort Köthen wurde ihm 1897 ein Denkmal gesetzt, das zugleich auch dem Gründer der Köthener homöopathischen Klinik Arthur Lutze (1813–1870) gewidmet ist. Es stammt von dem Bildhauer Heinrich Pohlmann. Das Hahnemann-Lutze-Denkmal steht gegenüber dem neugotischen Prachtbau der Lutze-Klinik, der heute ebenso wie Hahnemanns Köthener Wohnhaus und Praxisräume wieder für Besucher zugänglich ist.
Am Ort der früheren Homöopathischen Central Apotheke in Braunschweig erinnert eine Gedenktafel des Bildhauers Magnus Kleine-Tebbe an Hahnemann. Die Bronze zeigt Hahnemann, der zwischen seinen Händen einen senkrechten Zylinder hält; vermutlich potenziert er gerade eine Tinktur durch Verschütteln. Um das Bild läuft die Inschrift: Arzt Apotheker Chemiker Dr. Samuel Hahnemann *1755 +1843 wirkte hier von 1795-1796 Begründer der Homöopathie.
Seit 1906 trägt eine Straße im Leipziger Stadtteil Lindenau den Namen Hahnemannstraße. Straßen mit diesem Namen gibt es auch in Stuttgart, München, Hamburg, Karlsruhe, Dresden und Erlangen.
Die Deutsche Bahn benannte einen Zug nach Samuel Hahnemann.

## Museen, Dauerausstellung, Fachbibliothek
Der Torgauer Kunst- und Kulturverein „Johann Kentmann“ e. V. pflegt im Original-Hahnemann-Haus, Pfarrstraße 3, 04860 Torgau, dem Entstehungsort des „Organons“, in einer informativen und authentischen Ausstellung das Erbe Hahnemanns. In Köthen gibt es in seinem früheren Wohnhaus als Museum das Hahnemannhaus in der Wallstraße 47 (mit Gedenktafel) und in der Wallstraße 48 die europäische Fachbibliothek zur Homöopathie sowie im Historischen Museum im Schloss eine Dauerausstellung zur Homöopathie.
In Hahnemanns Geburtsstadt Meißen findet sich in der Klosterruine Heilig Kreuz das Hahnemannzentrum e. V.

## Schriften (Auswahl)

### Eigene Schriften
Nahezu der gesamte handschriftliche Nachlass Hahnemanns und alle Erstausgaben werden im Institut für Geschichte der Medizin der Robert Bosch Stiftung in Stuttgart aufbewahrt.
- Conspectus adfectuum spasmodicorum aetiologicus et therapeuticus. Dissertation, Erlangen 1779. (Als Nachdruck sowie in deutscher Übersetzung erhältlich: Übersicht über die Krampfzustände nach Ursache und Heilung. (1779). Verlag Rockstuhl, Bad Langensalza, 2007, ISBN 978-3-938997-98-7).
- Anleitung, alte Schäden und faule Geschwüre gründlich zu heilen. Crusius, Leipzig 1784.
- Ueber die Arsenikvergiftung, ihre Hülfe und gerichtliche Ausmittelung. Crusius, Leipzig 1786.
- Abhandlung über die Vorurteile gegen die Steinkohlenfeuerung. Waltherische Hofbuchhaltung, Dresden 1787.
- Unterricht für Wundärzte über die venerischen Krankheiten, nebst einem neuen Quecksilberpräparate. Crusius, Leipzig 1787. (Volltext bei Google ).
- Ueber die Weinprobe auf Eisen und Blei. Leipzig 1788.
- Freund der Gesundheit. Frankfurt am Main 1792.
- Apothekerlexikon. 4 Teile in 2 Bänden. Leipzig 1793–1798. (Online unter zeno.org , 2. Band).
- Striche zur Schilderung Klockenbrings während seines Trübsinns. In: Deutsche Monatsschrift. Band 1, 1796, S. 147–159.
- Versuch über ein neues Princip zur Auffindung der Heilkräfte der Arzneisubstanzen, nebst einigen Blicken auf die bisherigen. In: Hufelands Journal der practischen Arzneykunde. Band 2, 1796, 3. Stück, S. 391–439 (Volltext bei Google ) sowie 4. Stück, S. 465–561 (Volltext bei Google )
- Heilung und Verhütung des Scharlach-Fiebers. Gotha 1801.
- Ueber die Kraft kleiner Gaben der Arzneien und der Belladonna insbesondere. In: Hufelands Journal der practischen Arzneykunde. Band 13, 1801, 2. Stück, S. 152–159.
- Der Kaffee in seinen Wirkungen. Leipzig 1803.
- Fragmenta de viribus medicamentorum positivis sive in sano corpore humano observatis. Barthius, Leipzig 1805.
- Heilkunde der Erfahrung. In: Hufelands Journal der practischen Arzneykunde. Band 22, 1805, 3. Stück, S. 5–99 (Volltext bei Google )
- Fingerzeige auf den homöopathischen Gebrauch der Arzneien in der bisherigen Praxis. In: Hufelands Journal der practischen Arzneykunde. Band 26, 1807, 2. Stück, S. 5–43. Online auf Google Books.
- Ueber den Werth der speculativen Arzneisysteme, besonders im Gegenhalt der mit ihnen gepaarten, gewöhnlichen Praxis. In: Allgemeiner Anzeiger der Deutschen. 1808.
- Auszug eines Briefes an einen Arzt von hohem Range über die höchst nöthige Wiedergeburt der Heilkunde. In: Allgemeiner Anzeiger der Deutschen. 1808.
- Organon der rationellen Heilkunde. Arnoldische Buchhandlung, Dresden 1810. (Digitalisat und Volltext im Deutschen Textarchiv); Digitalisierte Ausgabe der Universitäts- und Landesbibliothek Düsseldorf.
  - Spätere, jeweils vermehrte und veränderte Auflagen unter dem Titel: Organon der Heilkunst. 2. Auflage: Dresden 1819. 3. Auflage: Dresden 1824. 4. Auflage: Dresden/Leipzig 1829. 5. Auflage: Dresden/Leipzig 1833 (Volltext bei Google ). 6. Auflage (posthum): Leipzig 1921 (nach der handschriftlichen Neubearbeitung Hahnemanns hrsg. und mit Vorwort versehen von Richard Haehl); (Online unter zeno.org ). Textkritische Ausgabe der 6. Auflage, besorgt von Josef M. Schmidt, Heidelberg 1991.
- Reine Arzneimittellehre. Teil 1–6. Leipzig 1811–1821. 2., vermehrte Auflage ebenda 1822–1827. (Online unter zeno.org )
  - 3. 2. Auflage 1825
  - 4. 2., vermehrte Auflage 1825
  - 5. 2. Auflage 1826
  - 6. 2. Auflage 1827
- De helleborismo veterum. Leipzig 1812.
- Die chronischen Krankheiten. Ihre eigenthümliche Natur und homöopathische Heilung. Teil 1–5. Erste Auflage: Leipzig 1828–1830. Zweite, veränderte und vermehrte Auflage: Leipzig und Dresden 1835–1839. (Online unter zeno.org )
- Allöopathie. Ein Wort der Warnung an Kranke jeder Art. Leipzig 1831. (Volltext bei Google ).
- Heilung der asiatischen Cholera und Schützung vor derselben. Nürnberg 1831. Digitalisat, Uni Tübingen.
- Sicherste Ausrottung und Heilung der asiatischen Cholera. Glück, Leipzig 1831.
- Sendschreiben über die Heilung der Cholera und die Sicherung vor Ansteckung am Krankenbette. Hirschwald, Berlin 1831 (Volltext bei Google ).
- Zur elektronischen Volltextsuche liegt eine CD-ROM-Ausgabe der Directmedia Publishing GmbH aus dem Jahr 2005 vor. Die Ausgabe mit dem Titel: Die Geburt der Homöopathie – Samuel Hahnemanns Werke enthält die Werke: Versuch über ein neues Prinzip zur Auffindung der Arzneisubstanzen. Jena; Academische Buchhandlung 1796, Heilkunde der Erfahrung, Berlin; Wittich, 1805, Organon der Heilkunst, 5. Aufl., Dresden, Leipzig; Arnold 1833, Organon der Heilkunst. 6. Aufl., Ulm; Haug 1958, Reine Arzneimittellehre. 6 Bände, 2. u. 3. Aufl., Dresden, Leipzig; Arnold 1825–1839 und Die chronischen Krankheiten. 5 Bände, 2. Aufl., Dresden, Leipzig; Arnold 1835–1839 (ISBN 3-89853-016-7).

### Übersetzungen
- William Falconer: Versuch über die mineralischen Wasser, 1777.
- Jean Baptiste van den Sande: Die Kennzeichen der Güte und Verfälschung der Arzneimittel, 1787.
- Joseph Berrington: Geschichte Abälards und der Heloise, Leipzig 1789.
- William Cullen: Abhandlung über die Materia Medika, übersetzt und mit Anmerkungen versehen von S.H. 2 Bände. Leipzig 1790.
- D. Monro: Chemisch pharmaceutische Arzneimittellehre. Übersetzt und mit Anmerkungen versehen von S.H. 2 Bände. Leipzig 1791.
- Neues Edinburgher Dispensatorium, Leipzig 1797/1798.

### Briefwechsel
- Martin Stahl: Der Briefwechsel zwischen Samuel Hahnemann und Clemens von Bönninghausen. (Medizinische Dissertation, Göttingen 1995), Heidelberg 1997 (= Quellen und Studien zur Homöopathiegeschichte, 3)

### Sachbücher und Artikel in Nachschlagewerken
- Georg Bayr: Hahnemanns Selbstversuch mit der Chinarinde 1790. Die Konzipierung der Homöopathie. Haug, Heidelberg 1989, ISBN 3-8304-0210-4.
- Anthony Campbell: Homeopathy in Perspective. A critical appraisal. 2008, ISBN 978-1-84753-737-9.
- Willibald Gawlik: Samuel Hahnemann – Synchronopse seines Lebens. Geschichte, Kunst, Kultur und Wissenschaft bei Entstehung der Homöopathie 1755–1843. Sonntag Verlag, Stuttgart 1996, ISBN 3-87758-110-2.
- Rima Handley: Eine homöopathische Liebesgeschichte. Das Leben von Samuel und Melanie Hahnemann. C. H. Beck, München 2002, ISBN 3-406-45991-9.
- Richard Haehl: Samuel Hahnemann. Sein Leben und Schaffen. Unter Mitwirkung von Karl Schmidt-Buhl. 2 Bände. Willmar Schwabe, Leipzig 1922. Digitalisate: Band 1,  Band 2 auf archive.org
- Illustrierte Festschrift zur Feier des 150jähr. Geburtstages von Dr. Samuel Hahnemann (1755–1905). Im Auftrag der Hahnemannia (Landesverein für Homöopathie e. V.) bearbeitet von Richard Haehl. Verl. der Hahnemannia, Stuttgart 1905. Digitalisat auf Internet Archive.
- Robert Jütte (Hrsg.): Samuel Hahnemann. Die Krankenjournale. Haug, Heidelberg 1992–2005, ISBN 3-7760-1577-2.
- Robert Jütte: Samuel Hahnemann, Begründer der Homöopathie. dtv, München 2005, ISBN 3-423-24447-X.
- Robert Jütte, Christoph Lang: Samuel Hahnemanns (1755–1843) geburtshilfliche Dissertation von 1784 und seine Tätigkeit als Amtsarzt in Gommern. In: Medizin, Gesellschaft und Geschichte. Bd. 40 (2022), S. 101–138.
- Manfred Pix: „Die Ärzte sagen hier, sein Ruhm würde größer werden als der Napoleons, welcher die Menschen nur vernichtete, dieser sie aber zur Gesundheit führt“. Franz Woltrecks gescheitertes Projekt des ersten Hahnemann-Denkmals in der Welt. In: Mitteilungen des Vereins für Anhaltische Landeskunde. Band 20, 2011, S. 197–236.
- Rudolf Tischner: Hahnemann, Christian Friedrich Samuel. In: Neue Deutsche Biographie (NDB). Band 7, Duncker & Humblot, Berlin 1966, ISBN 3-428-00188-5, S. 513 f. (Digitalisat).

### Belletristische Darstellung
- Angeline Bauer: Hahnemanns Frau. Aufbau Verlag, Berlin 2004.
- Guido Dieckmann: Die Gewölbe des Doktor Hahnemann. Berlin 2002. (Inhaltlich völlig freie Erzählung, die sich nicht an der Biographie orientiert.)